# Тайная личность
Тайная личность — криптоним, инкогнито, прикрытие и/или альтер эго человека, неизвестное широкой публике. Чаще всего используется в художественной литературе. Введённая в поп-культуру в «Алом Первоцвете» в 1903 году, эта концепция была широко распространена среди героев бульварных романов, в особенности, в американском жанре комиксов, а также является тропом маскарада.
В американских комиксах персонаж обычно имеет две личности: одну публичную и одну тайную. Публичная личность известна широкой публике как «персона супергероя», а тайная личность известна лишь узкому кругу приближённых героя. Частная или секретная личность, как правило, является юридическим именем супергероя. Истинная личность и/или «гражданская личность» является повседневной, когда персонаж не проявляется как супергерой. Тайная личность скрывается от врагов и широкой общественности, во избежание юридических последствий, возникновения давления или общественного контроля, а также с целью защиты друзей и близких персонажа от вреда, вторичного по отношению к его действиям как супергероя.

## Пример
- «Миллиардер-плейбой» Брюса Уэйна изображается во всех средствах массовой информации как его «маска» или ложная личность, в то время как образ Бэтмена — его «лицо» или истинная личность.
- Кларк поддерживает три отдельные личности: личности репортера Кларка Кента и супергероя Супермена, каждая из которых позволяет использовать разные способы помощи людям. Эти личности хранятся отдельно от его личности фермера из Смоллвилля, чтобы защитить конфиденциальность его семьи.
- Дэнни Фентон поддерживает две отдельные личности: личность мальчика-подростка Дэнни Фентона и супергероя Дэнни-призрака позволяют использовать разные средства борьбы с преступностью и помощи людям; эти личности похожи на Человека-паука.
- Кит Тейлор сохраняет свою человеческую идентичность, а личности супергероя Камена Райдера позволяют использовать разные способы помощи людям. Эти личности разделены в Kamen Rider: Dragon Knight.

Иногда этот троп переворачивается. Примеры этого:
- Кинематографическая вселенная Marvel снимает фильм «Железный человек» (2008), где всё заканчивается тем, что главный герой заявляет миру: «Я Железный человек».
- "Человек-паук: Нет пути домой" (2021), где фильм заканчивается тем, что гражданский образ Питера Паркера навсегда стирается из памяти всего мира в результате заклинания Доктора Стрэнджа.